# Лефортовский тоннель
Лефо́ртовский тонне́ль — автомобильный тоннель в Москве. Является частью Третьего транспортного кольца (ТТК). Длина около 3,2 км. Тоннель проходит под рекой Яузой и Лефортовским парком. Тоннель имеет три полосы движения в северном направлении (внешняя сторона ТТК) и четыре в южном (внутренняя сторона ТТК) направлении, ширина одной полосы — 3,5 м. Крайняя левая полоса у́же остальных на 32 см.
Тоннель состоит из двух «ниток», одна из которых залегает на глубине около 30 м и имеет длину 3246 м для движения в одном направлении, а другая является комбинацией тоннеля и эстакады для движения в другом направлении. В тоннеле установлены системы: вентиляции, освещения, водоудаления, замера уровня загазованности, система пожарной безопасности и система дымоудаления, системы видеонаблюдения и связи. Управление инженерными коммуникациями осуществляется в центральном диспетчерском пункте, расположеном на 30-метровой глубине.

## Выбор проекта
Лефортовский тоннель был последним, замыкающим участком Третьего транспортного кольца в Москве. Заказчиком было принято решение о строительстве тоннеля методом закрытой щитовой проходки. В правительстве Москвы проект одобрил вице-премьер московского правительства Борис Никольский, в ведении которого в тот момент находилась вся городская инфраструктура. Для проходки был приобретён специальный проходческий щит — тоннелепроходческий специализированный комплекс (ТПМК) фирмы Херренкнехт (Herrenknecht, Германия) диаметром 14,2 метра. Поскольку применение сложной технологии щитовой проходки большого диаметра резко сужало круг претендентов на выполнение дорогостоящего участка ТТК, крупные строительные фирмы развернули кампанию, направленную на дискредитацию проекта. В СМИ было объявлено о специально раздутой, гигантской по тем временам стоимости проекта — 1,5 млрд долларов. Документального подтверждения такой гигантской стоимости на тот момент не было — проект и смета ещё не были сданы на экспертизу.
Главным оппонентом проекта выступил советник мэра Москвы и генеральный директор строительной компании «Ингеоком» Михаил Рудяк, который совместно с главой Мосгосэкспертизы Анатолием Ворониным предложил другой способ строительства тоннеля — открытый, который должен был обойтись в 550 млн долларов и был бы менее технически сложным. В спор также включилась ОАО «Корпорация Трансстрой», предложив совсем радикально изменить проект — заменить тоннель на эстакаду. Принятие окончательного решения мэр Москвы поручил своему вице-премьеру Владимиру Ресину. Владимир Ресин принял во внимание необходимость сохранности заповедного района Лефортово и его памятников архитектуры, которую не обеспечивал ни тоннель мелкого заложения, ни эстакадный вариант.
Совместными усилиями было принято соломоново решение — строительство одного тоннеля глубокого заложения (по внешней стороне кольца, движение открыто 5 декабря 2003 года), второго — открытым способом (по внутренней стороне кольца, движение открыто 1 октября 2003 года). Для чистоты эксперимента заказчиком по тоннелю открытого способа работ было назначено ОАО «Москапстрой», заказчиком по тоннелю глубокого заложения остался ООО «Организатор». Примечательно, что вместо Михаила Рудяка тоннель открытого способа взялся проектировать и строить другой инженер и бизнесмен Андрей Черняков, президент ООО «НПО Космос». Такая комбинация тоннелей позволила выйти на стоимость проекта около 900 млн долларов, в том числе стоимость тоннеля глубокого заложения составила 556,55 млн долларов, что тем не менее подтвердило экономическую приемлемость строительства тоннелей глубокого заложения в сложных городских условиях. В дальнейшем освоенная технология была применена при строительстве Северо-Западного тоннеля и планируется для строительства тоннельного участка Южной рокады.

## Безопасность
Лефортовский тоннель известен под названием «Тоннель смерти» из-за многочисленных ДТП, видеозаписи которых можно найти на многих сайтах Интернета.

В случае пожара застигнутые в тоннеле водители через двери аварийных («эвакуационных») выходов, расположенных через каждые 100 метров, попадают в «склиз» — металлический жёлоб, ведущий в тоннель под тоннелем — обшитое бетоном «подземелье второго уровня». 
«Это тоннель глубокого заложения, перекрытия выдерживают температуру горения до полутора тысяч градусов в течение трёх часов. То есть, если случится пожар в теле тоннеля, то люди спокойно смогут эвакуироваться, спускаясь по склизу и выходя затем на улицу, где их будут встречать представители оперативных служб».